# جيم غودوين
جيم غودوين (بالإنجليزية: Jim Goodwin)‏ هو لاعب كرة قاعدة أمريكي، ولد في 15 أغسطس 1926 في سانت لويس في الولايات المتحدة، وتوفي بنفس المكان في 12 أبريل 2008.